# Oinochoe

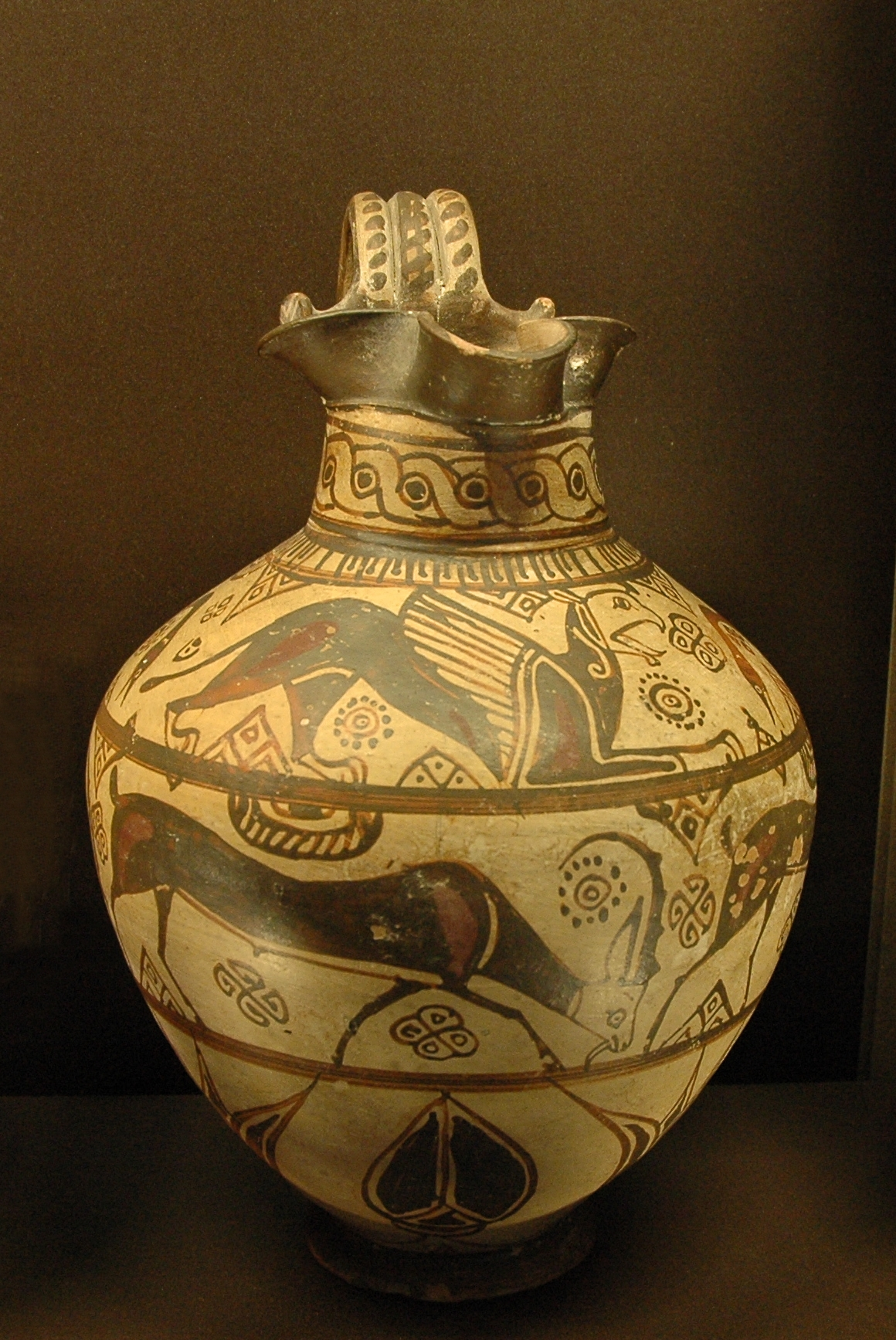
Oinochoe från Rhodos, 600-talet f.Kr., i Louvren.

Oinochoe eller oinochoë (av grekiskans oinos, 'vin' och chein, 'gjuta') är en vinkanna av lergods eller metall, med vilken man i antikens Grekland hällde vinet ur den stora tillblandningsbålen (kratern) i de mindre dryckeskärlen. Sådana kannor finns bevarade ända från den egyptisk-korintiska tiden.